# Escuela de Nivel Medio Superior de Moroleón
La Escuela de Nivel Medio Superior de Moroleón se sumará a las actualmente 10 unidades académicas de educación media superior dependientes de la Universidad de Guanajuato con sede en la ciudad de Moroleón, Guanajuato, funcionando actualmente como una "extensión" de la Escuela de Nivel Medio Superior de Pénjamo. El 18 de marzo de 2014 se hizo el anuncio de esta nueva unidad con lo cual se consolida como la décima primera y más reciente Escuela de Nivel Medio Superior de la máxima casa de estudios del Estado de Guanajuato, iniciando sus actividades como tal a partir del ciclo 2014-2015.
Por ello, la ENMS de Moroleón conformará una de las entonces 11 unidades conocidas comúnmente como Prepa Oficial que son coordinadas por el Colegio de Nivel Medio Superior de la Universidad de Guanajuato.

## Historia
Los antecedentes históricos de la ENMS de Moroleón se originan en la Preparatoria "Lic. Benito Juárez" una institución privada que fue establecida en 1972 e incorporada a la Universidad de Guanajuato desde sus inicios y la cual operó sus actividades por cooperación hasta agosto de 2013 cuando ésta, por un arduo trabajo y petición de ciudadanos moroleoneses y autoridades municipales, logró ser una preparatoria pública subsidiada por el gobierno estatal, el anuncio se realizó el 23 de julio de 2013 por el Gobernador del Estado de Guanajuato, Miguel Márquez Márquez, y fue nombrada entonces Preparatoria Regional de Moroleón la cual aumentaría su capacidad de matricula de 180 a 800, sin embargo, no transcurrió ni siquiera un año de haber sido nombrada como una preparatoria pública cuando se anunció que esta institución ahora pertenecería a la Universidad de Guanajuato

## Ceremonia de inauguración
El día martes 18 de marzo de 2014 se realizó la ceremonia en el plantel de la Preparatoria Regional de Moroleón (inicialmente Preparatoria "Lic. Benito Juárez") en la cual se hizo el anuncio que ésta sería operada por la Universidad de Guanajuato y que pasaría a formar parte de las 10 ya existentes unidades académicas de educación media superior de la máxima casa de estudios del estado iniciando sus actividades académicas a partir del ciclo 2014-2015 expidiendo por primera vez cédulas de admisión para este plantel, desde el 19 de marzo de 2014.
En el evento estuvieron presentes el Rector General de la Universidad de Guanajuato, Dr. José Manuel Cabrera Sixto; el Gobernador del Estado de Guanajuato, Lic. Miguel Márquez Márquez; el secretario de Educación del Estado, Eusebio Vega Pérez; el director del plantel, Luis Felipe del Castillo Carrillo y el alcalde de Moroleón, Juan Manuel Guzmán Ramírez;
"Ser miembros de la Universidad de Guanajuato es un orgullo, un privilegio y una responsabilidad”, expresó el Rector General a los profesores, alumnos y trabajadores administrativos de la escuela, durante su discurso en la ceremonia de inauguración.

## La ENMS de Moroleón y la Sede Yuriria
La presencia de la Universidad de Guanajuato en el sur del estado, se consolida con la inauguración de la Escuela de Nivel Medio Superior de Moroleón que, junto con la Sede Yuriria del Campus Irapuato-Salamanca, brindan educación pública de nivel medio superior y superior a los jóvenes de esta región, tanto de los municipios de Moroleón, Uriangato y Yuriria como de municipios aledaños.

## Servicios
Algunos de los servicios con los que cuenta son:
- Cafetería.
- Biblioteca.
- Cancha de Basketball.
- Laboratorio de Química.
- Salón de Cómputo
- Auditorio.
- Departamento Psicopedagógico.

## Actividades deportivas o artísticas
Además de la tira de materias básica acorde al programa de la SEP, la institución cuenta con un programa de educación integral que exige a los alumnos cursar una actividad deportiva y/o artística en cada semestre. Las actividades disponibles son:
- Ajedrez
- Teatro.
- Danza Folclórica.
- Basketball.
- Fútbol.
- Voleibol.